# Mosenberg bei Homberg
Mosenberg bei Homberg este o arie protejată (arie specială de conservare — SAC, sit de importanță comunitară — SCI) din Germania întinsă pe o suprafață de 63,76 ha, integral pe uscat.

## Localizare
Centrul sitului Mosenberg bei Homberg este situat la coordonatele 51°03′18″N 9°25′17″E / 51.055°N 9.4214°E.

## Înființare
Situl Mosenberg bei Homberg a fost declarat sit de importanță comunitară în aprilie 1999 pentru a proteja 4 specii de animale. Situl a fost protejat și ca arie specială de conservare în martie 2008.

## Biodiversitate
Situată în ecoregiunea continentală, aria protejată conține 1 habitat natural: Roci stâncoase cu vegetație pionieră de Sedo-Scleranthion sau Sedo albi-Veronicion dillenii.
La baza desemnării sitului se află mai multe specii protejate de  păsări (4): fâsă de pădure (Anthus trivialis), porumbel de scorbură (Columba oenas), sfrâncioc roșiatic (Lanius collurio), silvie de câmp (Sylvia communis).
Pe lângă speciile protejate, pe teritoriul sitului au mai fost identificate 34 de specii de plante, 4 specii de nevertebrate.